# Victor Adolphe Malte-Brun
Victor Adolphe Malte-Brun (París, 25 de novembre de 1816 - Marcoussis, 13 de juliol de 1889) va ser un geògraf i cartògraf francès fill del geògraf d'origen danès, Conrad Malte-Brun que havia fundat la Société de géographie. Tenia un germà, Conradin, que va ser artista pintor, morí el 1850. Victor Adolphe només tenia 10 anys quan el seu pare morí, tot i que la fama del seu pare sempre li va fer companyia mentre es feia gran. El 1846, Eugène Cortambert, un professor i membre de la Societat de Geografia de París, va publicar un curs de geografia que s'inspirava directament dels escrits de Conrad Malte-Brun en el qual afirmava que la geografia és la pintura general de la naturalesa, de la humanitat i dels seus treballs.